# 関東地方の郵便番号

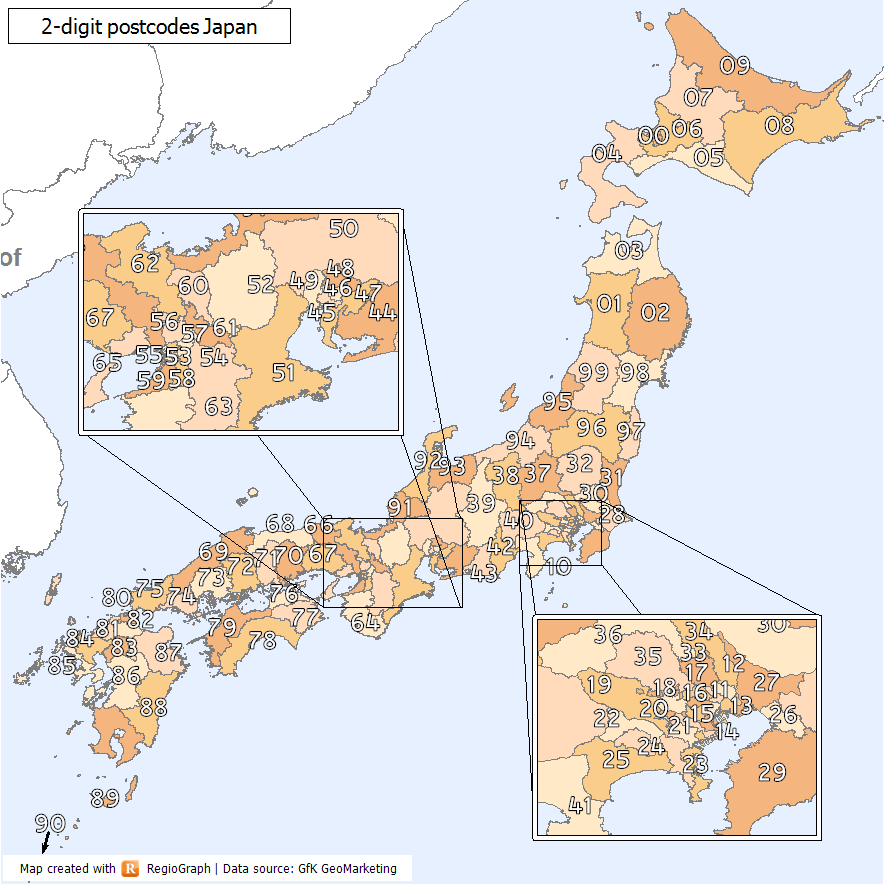
地域番号地図

関東地方の郵便番号（かんとうちほうのゆうびんばんごう）では、日本の関東地方に割り当てられた郵便番号の一覧を示す。

## 郵便番号一覧

### 表記法など
郵便番号と集配局・管轄局の情報は日本郵便が公表する資料  に基づく。郵便番号の頭3桁または5桁を「郵便区番号」といい、下記の一覧に郵便番号の上5桁と一致するものがある場合はその5桁がそのまま郵便区番号となり、上5桁では一致するものがなく上3桁と一致する郵便区番号がある場合はその3桁が郵便区番号となる。
ここでは、資料「郵便区番号一覧」中の凡例より、番号に対し単一の郵便局が記されている場合は集配局・管轄局を同一として記し、「○○（●●）」の形式で記されている場合は括弧内に記された郵便局名（●●）を集配局、括弧の左に記された郵便局名（○○）を管轄局として表記している。なお、これは一部地域を除き2007年（平成19年）の郵政民営化から2012年（平成24年）の間の運営体系であった「郵便事業○○支店●●集配センター」の体制をそのまま引き継いだものである。
各郵便区・郵便番号と担当区域については「郵便番号データダウンロード」 (PDF) の資料を参照している。

### 地域番号10-20（東京都）
| 郵便区番号 | 管轄局               | 集配局               | 担当区域（一部または全域）   | 備考 |
| ---------- | -------------------- | -------------------- | ---------------------------- | --- |
| 100        | 銀座郵便局           | 銀座郵便局           | 千代田区                     | 2008年まで丸の内支店（東京中央郵便局）の担当 |
| 100-01     | 新東京郵便局         | 大島郵便局           | 大島町                       | |
| 100-02     | 新東京郵便局         | 波浮港郵便局         | 大島町                       | |
| 100-03     | 新東京郵便局         | 新東京郵便局         | 利島村                       | 2007年まで利島郵便局の担当 |
| 100-04     | 新東京郵便局         | 新島郵便局           | 新島村                       | |
| 100-05     | 新東京郵便局         | 式根島郵便局         | 新島村                       | |
| 100-06     | 新東京郵便局         | 神津島郵便局         | 神津島村                     | |
| 100-11     | 新東京郵便局         | 三宅島郵便局         | 三宅村                       | |
| 100-12     | 新東京郵便局         | 三宅島郵便局         | 三宅村                       | 2015年まで坪田郵便局の担当 |
| 100-13     | 新東京郵便局         | 新東京郵便局         | 御蔵島村                     | 2007年まで御蔵島郵便局の担当 |
| 100-14     | 新東京郵便局         | 三根郵便局           | 八丈町                       | 1989年まで八丈島郵便局の担当 |
| 100-15     | 新東京郵便局         | 三根郵便局           | 八丈町                       | |
| 100-16     | 新東京郵便局         | 中ノ郷郵便局         | 八丈町                       | |
| 100-17     | 新東京郵便局         | 新東京郵便局         | 青ヶ島村                     | 1984年まで八丈島郵便局の担当 2007年まで青ケ島郵便局の担当                                                                                              |
| 100-21     | 新東京郵便局         | 新東京郵便局         | 小笠原村                     | （父島）2007年まで小笠原郵便局の担当 |
| 100-22     | 新東京郵便局         | 新東京郵便局         | 小笠原村                     | （母島）1989年に「100-21」より分割。 2007年まで小笠原郵便局の担当                                                                                      |
| 101        | 神田郵便局           | 神田郵便局           | 千代田区                     | |
| 102        | 麹町郵便局           | 麹町郵便局           | 千代田区                     | |
| 103        | にほんばし蔵前郵便局 | にほんばし蔵前郵便局 | 中央区                       | 2024年5月4日まで日本橋郵便局の担当 |
| 104        | 晴海郵便局           | 晴海郵便局           | 中央区                       | 2010年まで京橋支店（京橋郵便局）の担当 104-0061を除く。                                                                                                |
| 104        | 銀座郵便局           | 銀座郵便局           | 中央区                       | 2004年まで京橋郵便局の担当 104-0061のみ。 |
| 105        | 芝郵便局             | 芝郵便局             | 港区                         | 105-0021〜0023、105-70XX・71XX・72XX・73XX・74XX・75XXを除く。                                                                                         |
| 105        | 銀座郵便局           | 銀座郵便局           | 港区                         | 2004年まで芝郵便局の担当 105-0021〜0023、105-70XX・71XX・72XX・73XX・74XX・75XXのみ。                                                                  |
| 106        | 芝郵便局             | 芝郵便局             | 港区                         | 2010年まで麻布支店（麻布台ヒルズ郵便局）の担当 |
| 107        | 赤坂郵便局           | 赤坂郵便局           | 港区                         | |
| 108        | 高輪郵便局           | 高輪郵便局           | 港区                         | |
| 110        | 上野郵便局           | 上野郵便局           | 台東区                       | |
| 111        | 浅草郵便局           | 浅草郵便局           | 台東区                       | |
| 112        | 小石川郵便局         | 小石川郵便局         | 文京区                       | |
| 113        | 本郷郵便局           | 本郷郵便局           | 文京区                       | |
| 114        | 王子郵便局           | 王子郵便局           | 北区                         | |
| 115        | 赤羽郵便局           | 赤羽郵便局           | 北区                         | |
| 116        | 荒川郵便局           | 荒川郵便局           | 荒川区                       | |
| 120        | 足立郵便局           | 足立郵便局           | 足立区                       | |
| 121        | 足立北郵便局         | 足立北郵便局         | 足立区                       | |
| 123        | 足立西郵便局         | 足立西郵便局         | 足立区                       | 1971年まで足立郵便局の担当 |
| 124        | 葛飾郵便局           | 葛飾郵便局           | 葛飾区                       | |
| 125        | 葛飾新宿郵便局       | 葛飾新宿郵便局       | 葛飾区                       | |
| 130        | 本所郵便局           | 本所郵便局           | 墨田区                       | |
| 131        | 向島郵便局           | 向島郵便局           | 墨田区                       | 1970年まで本所郵便局向島分室。 |
| 132        | 江戸川郵便局         | 江戸川郵便局         | 江戸川区                     | |
| 133        | 小岩郵便局           | 小岩郵便局           | 江戸川区                     | |
| 134        | 葛西郵便局           | 葛西郵便局           | 江戸川区                     | |
| 135        | 深川郵便局           | 深川郵便局           | 江東区                       | 135-0061〜135-0066、135-0091〜135-0093、135-60XXを除く。                                                                                               |
| 135        | 晴海郵便局           | 晴海郵便局           | 江東区、港区、品川区、大田区 | 2010年まで深川支店（深川郵便局）の担当 135-0061〜135-0066、135-0091〜135-0093、135-60XXのみ。                                                          |
| 136        | 城東郵便局           | 城東郵便局           | 江東区                       | |
| 137        | 新東京郵便局         |                      |                              | 地域区分局 |
| 138        | 東京国際郵便局       |                      |                              | 国際郵便交換局 2005年まで「100-31」 |
| 140        | 品川郵便局           | 品川郵便局           | 品川区                       | |
| 141        | 大崎郵便局           | 大崎郵便局           | 品川区                       | 109-8792を含む。 |
| 142        | 荏原郵便局           | 荏原郵便局           | 品川区                       | 1971年まで大崎郵便局の担当 |
| 143        | 大森郵便局           | 大森郵便局           | 大田区                       | |
| 144        | 蒲田郵便局           | 蒲田郵便局           | 大田区                       | |
| 145        | 田園調布郵便局       | 田園調布郵便局       | 大田区                       | |
| 146        | 千鳥郵便局           | 千鳥郵便局           | 大田区                       | 1977年まで田園調布郵便局の担当 |
| 150        | 渋谷郵便局           | 渋谷郵便局           | 渋谷区                       | |
| 151        | 代々木郵便局         | 代々木郵便局         | 渋谷区                       | |
| 152        | 目黒郵便局           | 目黒郵便局           | 目黒区                       | |
| 153        | 目黒郵便局           | 目黒郵便局           | 目黒区                       | |
| 154        | 世田谷郵便局         | 世田谷郵便局         | 世田谷区                     | |
| 155        | 世田谷郵便局         | 世田谷郵便局         | 世田谷区                     | |
| 156        | 千歳郵便局           | 千歳郵便局           | 世田谷区                     | |
| 157        | 成城郵便局           | 成城郵便局           | 世田谷区                     | |
| 158        | 玉川郵便局           | 玉川郵便局           | 世田谷区                     | |
| 160        | 新宿郵便局           | 新宿郵便局           | 新宿区                       | |
| 161        | 落合郵便局           | 落合郵便局           | 新宿区                       | 1976年まで新宿郵便局落合長崎分室。 1995年まで新宿北郵便局落合長崎分室。                                                                                |
| 162        | 牛込郵便局           | 牛込郵便局           | 新宿区                       | |
| 163        | 新宿郵便局           | 新宿郵便局           | 新宿区                       | 1986年に「160」より分割。 |
| 164        | 中野郵便局           | 中野郵便局           | 中野区                       | |
| 165        | 中野北郵便局         | 中野北郵便局         | 中野区                       | |
| 166        | 杉並郵便局           | 杉並郵便局           | 杉並区                       | |
| 167        | 荻窪郵便局           | 荻窪郵便局           | 杉並区                       | |
| 168        | 杉並南郵便局         | 杉並南郵便局         | 杉並区                       | 1971年まで杉並郵便局・荻窪郵便局の担当 |
| 169        | 新宿北郵便局         | 新宿北郵便局         | 新宿区                       | |
| 170        | 豊島郵便局           | 豊島郵便局           | 豊島区                       | |
| 171        | 豊島郵便局           | 豊島郵便局           | 豊島区                       | |
| 172        | 東京北部郵便局       |                      |                              | 地域区分局 |
| 173        | 板橋郵便局           | 板橋郵便局           | 板橋区                       | |
| 174        | 板橋北郵便局         | 板橋北郵便局         | 板橋区                       | |
| 175        | 板橋西郵便局         | 板橋西郵便局         | 板橋区                       | 1974年まで板橋北郵便局の担当 |
| 176        | 練馬郵便局           | 練馬郵便局           | 練馬区                       | |
| 177        | 石神井郵便局         | 石神井郵便局         | 練馬区                       | |
| 178        | 大泉郵便局           | 大泉郵便局           | 練馬区                       | 1987年まで石神井郵便局の担当 |
| 179        | 光が丘郵便局         | 光が丘郵便局         | 練馬区                       | 1991年まで練馬郵便局の担当 |
| 180        | 武蔵野郵便局         | 武蔵野郵便局         | 武蔵野市                     | |
| 181        | 三鷹郵便局           | 三鷹郵便局           | 三鷹市                       | |
| 182        | 調布郵便局           | 調布郵便局           | 調布市                       | |
| 183        | 武蔵府中郵便局       | 武蔵府中郵便局       | 府中市                       | |
| 184        | 小金井郵便局         | 小金井郵便局         | 小金井市                     | 1968年まで国分寺郵便局の担当 |
| 185        | 国分寺郵便局         | 国分寺郵便局         | 国分寺市                     | |
| 186        | 国立郵便局           | 国立郵便局           | 国立市                       | |
| 187        | 小平郵便局           | 小平郵便局           | 小平市                       | |
| 188        | 西東京郵便局         | 西東京郵便局         | 西東京市                     | 2004年まで田無郵便局 |
| 189        | 東村山郵便局         | 東村山郵便局         | 東村山市                     | |
| 190        | 立川郵便局           | 立川郵便局           | 立川市                       | |
| 190-01     | あきる野郵便局       | あきる野郵便局       | あきる野市、西多摩郡日の出町 | 2000年まで五日市郵便局 |
| 190-02     | あきる野郵便局       | あきる野郵便局       | 西多摩郡檜原村               | 2007年まで檜原郵便局の担当 |
| 190-12     | 羽村郵便局           | 羽村郵便局           | 西多摩郡瑞穂町               | 2004年まで瑞穂郵便局の担当 |
| 191        | 日野郵便局           | 日野郵便局           | 日野市                       | |
| 192        | 八王子郵便局         | 八王子郵便局         | 八王子市                     | |
| 192-01     | 八王子南郵便局       | 恩方郵便局           | 八王子市                     | |
| 192-03     | 八王子南郵便局       | 八王子南郵便局       | 八王子市                     | |
| 192-09     | 八王子南郵便局       | 八王子南郵便局       | 八王子市                     | 1999年まで八王子郵便局の担当 |
| 193        | 八王子西郵便局       | 八王子西郵便局       | 八王子市                     | 1971年まで浅川郵便局・八王子郵便局の担当 1971年まで「193」「192」                                                                                      |
| 193-09     | 八王子南郵便局       | 八王子南郵便局       | 八王子市                     | 1971年まで浅川郵便局の担当 1999年まで八王子西郵便局の担当                                                                                              |
| 194        | 町田郵便局           | 町田郵便局           | 町田市                       | |
| 194-02     | 町田西郵便局         | 町田西郵便局         | 町田市                       | |
| 195        | 鶴川郵便局           | 鶴川郵便局           | 町田市                       | 1992年まで「194-01」 |
| 196        | 昭島郵便局           | 昭島郵便局           | 昭島市                       | |
| 197        | あきる野郵便局       | あきる野郵便局       | 福生市                       | 2004年まで福生郵便局の担当 |
| 197-08     | あきる野郵便局       | あきる野郵便局       | あきる野市                   | 2000年まで福生郵便局の担当 |
| 198        | 青梅郵便局           | 青梅郵便局           | 青梅市                       | |
| 198-01     | 羽村郵便局           | 御岳郵便局           | 青梅市、西多摩郡奥多摩町     | |
| 198-02     | 羽村郵便局           | 奥多摩郵便局         | 西多摩郡奥多摩町             | 1993年まで一部区域は小河内郵便局の担当 |
| 201        | 狛江郵便局           | 狛江郵便局           | 狛江市                       | 1979年まで調布郵便局の担当 |
| 202        | 西東京郵便局         | 西東京郵便局         | 西東京市                     | 1979年まで田無郵便局（現・西東京郵便局）の担当 2001年まで一部区域は田無郵便局（現・西東京郵便局）の担当 2004年まで保谷郵便局（現・伏見通郵便局）の担当 |
| 203        | 東久留米郵便局       | 東久留米郵便局       | 東久留米市                   | 1971年まで田無郵便局（現・西東京郵便局）の担当 1981年まで「180-03」                                                                                    |
| 204        | 清瀬郵便局           | 清瀬郵便局           | 清瀬市                       | 1981年まで「180-04」 |
| 205        | 羽村郵便局           | 羽村郵便局           | 羽村市                       | 1992年まで「190-11」 |
| 206        | 多摩郵便局           | 多摩郵便局           | 多摩市、稲城市               | 1981年まで「192-02」 |
| 207        | 武蔵村山郵便局       | 武蔵村山郵便局       | 東大和市                     | 1991年まで東村山郵便局の担当 |
| 208        | 武蔵村山郵便局       | 武蔵村山郵便局       | 武蔵村山市                   | 1991年まで武蔵瑞穂郵便局（現・瑞穂郵便局）の担当 |
| 209        | 東京多摩郵便局       |                      |                              | 地域区分局 |

### 地域番号21-25（神奈川県）
| 郵便区番号 | 管轄局         | 集配局           | 担当区域（一部または全域）         | 備考 |
| ---------- | -------------- | ---------------- | ---------------------------------- | --- |
| 210        | 川崎港郵便局   | 川崎港郵便局     | 川崎市川崎区                       | 2014年まで川崎中央郵便局の担当 |
| 210-08     | 川崎港郵便局   | 川崎港郵便局     | 川崎市川崎区                       | 1999年まで川崎中央郵便局の担当 |
| 211        | 中原郵便局     | 中原郵便局       | 川崎市中原区                       | |
| 212        | 川崎港郵便局   | 川崎港郵便局     | 川崎市幸区                         | 1999年まで一部区域は中原郵便局の担当 1999年まで「210」「211」 2014年まで川崎中央郵便局の担当 |
| 213        | 高津郵便局     | 高津郵便局       | 川崎市高津区                       | |
| 214        | 登戸郵便局     | 登戸郵便局       | 川崎市多摩区                       | |
| 215        | 麻生郵便局     | 麻生郵便局       | 川崎市麻生区                       | 1969年まで柿生郵便局の担当 |
| 216        | 宮前郵便局     | 宮前郵便局       | 川崎市宮前区                       | 1990年まで「213」 1997年まで高津郵便局の担当 |
| 219        | 川崎東郵便局   |                  | 神奈川県東部                       | 地域区分専門郵便局 |
| 220        | 神奈川郵便局   | 神奈川郵便局     | 横浜市西区                         | 2015年まで横浜中央郵便局の担当 |
| 221        | 神奈川郵便局   | 神奈川郵便局     | 横浜市神奈川区                     | 2015年まで横浜中央郵便局の担当 |
| 222        | 港北郵便局     | 港北郵便局       | 横浜市港北区                       | |
| 223        | 綱島郵便局     | 綱島郵便局       | 横浜市港北区                       | 1971年まで港北郵便局の担当 |
| 224        | 都筑郵便局     | 都筑郵便局       | 横浜市都筑区                       | 1990年まで「227」 1992年まで青葉台郵便局の担当 1994年まで一部区域は綱島郵便局・緑郵便局の担当 1994年まで「225」「223」「226」 2002年まで青葉郵便局の担当 |
| 225        | 青葉郵便局     | 青葉郵便局       | 横浜市青葉区                       | 1990年まで「227」 1992年まで青葉台郵便局の担当 |
| 226        | 緑郵便局       | 緑郵便局         | 横浜市緑区                         | |
| 227        | 青葉郵便局     | 青葉郵便局       | 横浜市青葉区                       | 2002年まで青葉台郵便局の担当 |
| 230        | 鶴見郵便局     | 鶴見郵便局       | 横浜市鶴見区                       | |
| 231        | 横浜港郵便局   | 横浜港郵便局     | 横浜市中区                         | 1977年まで一部区域は横浜中郵便局の担当 |
| 232        | 横浜南郵便局   | 横浜南郵便局     | 横浜市南区                         | 1977年まで横浜中郵便局の担当 |
| 233        | 港南郵便局     | 港南郵便局       | 横浜市港南区                       | |
| 234        | 港南台郵便局   | 港南台郵便局     | 横浜市港南区                       | 1995年まで港南郵便局の担当 |
| 235        | 磯子郵便局     | 磯子郵便局       | 横浜市磯子区                       | |
| 236        | 横浜金沢郵便局 | 横浜金沢郵便局   | 横浜市金沢区                       | |
| 237        | 田浦郵便局     | 田浦郵便局       | 横須賀市                           | |
| 238        | 横須賀郵便局   | 横須賀郵便局     | 横須賀市                           | |
| 238-01     | 久里浜郵便局   | 南下浦郵便局     | 三浦市                             | |
| 238-02     | 久里浜郵便局   | 三浦郵便局       | 三浦市                             | |
| 238-03     | 横須賀郵便局   | 長井郵便局       | 横須賀市                           | |
| 239        | 久里浜郵便局   | 久里浜郵便局     | 横須賀市                           | |
| 240        | 保土ヶ谷郵便局 | 保土ヶ谷郵便局   | 横浜市保土ケ谷区                   | |
| 240-01     | 葉山郵便局     | 葉山郵便局       | 三浦郡葉山町、横須賀市             | |
| 241        | 横浜旭郵便局   | 横浜旭郵便局     | 横浜市旭区                         | |
| 242        | 大和郵便局     | 大和郵便局       | 大和市                             | |
| 243        | 厚木郵便局     | 厚木郵便局       | 厚木市                             | |
| 243-01     | 厚木北郵便局   | 厚木北郵便局     | 厚木市、愛甲郡清川村               | 2006年まで七沢郵便局の担当 |
| 243-02     | 厚木北郵便局   | 厚木北郵便局     | 厚木市                             | |
| 243-03     | 厚木北郵便局   | 厚木北郵便局     | 愛甲郡愛川町                       | 2017年まで愛川郵便局の担当 |
| 243-04     | 綾瀬郵便局     | 綾瀬郵便局       | 海老名市                           | 1983年まで厚木郵便局・有馬郵便局の担当 2017年まで海老名郵便局の担当 |
| 243-08     | 厚木北郵便局   | 厚木北郵便局     | 厚木市                             | 2002年まで厚木郵便局の担当 |
| 243-95     | 神奈川西郵便局 |                  | 神奈川県県央、西部                 | 地域区分専門郵便局 |
| 243-96     | 神奈川西郵便局 |                  | 神奈川県県央、西部                 | 地域区分専門郵便局 |
| 243-97     | 神奈川西郵便局 |                  | 神奈川県県央、西部                 | 地域区分専門郵便局 |
| 244        | 戸塚郵便局     | 戸塚郵便局       | 横浜市戸塚区、栄区                 | |
| 245        | 横浜泉郵便局   | 横浜泉郵便局     | 横浜市泉区、戸塚区                 | 1977年まで戸塚郵便局の担当 |
| 246        | 瀬谷郵便局     | 瀬谷郵便局       | 横浜市瀬谷区                       | |
| 247        | 大船郵便局     | 大船郵便局       | 横浜市栄区、鎌倉市                 | |
| 248        | 鎌倉郵便局     | 鎌倉郵便局       | 鎌倉市                             | |
| 249        | 逗子郵便局     | 逗子郵便局       | 逗子市                             | |
| 250        | 小田原郵便局   | 小田原郵便局     | 小田原市                           | |
| 250-01     | 南足柄郵便局   | 南足柄郵便局     | 南足柄市                           | |
| 250-02     | 小田原東郵便局 | 小田原東郵便局   | 小田原市                           | 2001年まで下曽我郵便局の担当 |
| 250-03     | 小田原郵便局   | 小田原郵便局     | 足柄下郡箱根町                     | 2006年まで箱根湯本郵便局の担当 |
| 250-04     | 小田原郵便局   | 箱根宮ノ下郵便局 | 足柄下郡箱根町                     | 2019年1月31日まで管轄局は小田原東郵便局 |
| 250-05     | 小田原郵便局   | 箱根宮ノ下郵便局 | 足柄下郡箱根町                     | 2019年1月31日まで管轄局は小田原東郵便局 2021年2月28日まで箱根町郵便局の担当 |
| 250-06     | 小田原郵便局   | 箱根宮ノ下郵便局 | 足柄下郡箱根町                     | 2007年まで仙石原郵便局の担当 2019年1月31日まで管轄局は小田原東郵便局 |
| 250-08     | 小田原東郵便局 | 小田原東郵便局   | 小田原市                           | 2001年まで小田原郵便局の担当 |
| 251        | 藤沢郵便局     | 藤沢郵便局       | 藤沢市                             | |
| 252        | 座間郵便局     | 座間郵便局       | 座間市                             | 2010年まで「228」 2010年再編実施 日本の上三桁の郵便番号の中で最大の人口。約93.5万人が在住している。 |
| 252-01     | 橋本郵便局     | 橋本郵便局       | 相模原市緑区                       | 1996年まで相模原郵便局の担当 2004年まで一部区域は城山郵便局の担当 2010年まで一部区域は相模原橋本支店津久井集配センター（津久井郵便局併設）の担当 2010年まで一部区域は相模原橋本支店相模湖集配センター（相模湖郵便局併設）の担当 2010年まで一部区域は相模原橋本支店吉野集配センター（吉野郵便局併設）の担当 2010年まで「229-11」「220-01」「220-02」「220-04」「229-01」「229-02」「229-12」 2010年再編実施 |
| 252-02     | 相模原郵便局   | 相模原郵便局     | 相模原市中央区                     | 2010年まで一部区域は相模原橋本支店（橋本郵便局併設）の担当 2010年まで「229」 2010年再編実施 |
| 252-03     | 座間郵便局     | 座間郵便局       | 相模原市南区                       | 2010年まで一部区域は相模原支店（相模原郵便局併設）の担当 2010年まで「228」 2010年再編実施 |
| 252-08     | 藤沢北郵便局   | 藤沢北郵便局     | 藤沢市                             | 2010年まで「252」 2010年再編実施 |
| 252-11     | 綾瀬郵便局     | 綾瀬郵便局       | 綾瀬市                             | 1998年まで「252」 1999年まで藤沢北郵便局の担当 |
| 252-51     | 橋本郵便局     | 橋本郵便局       | 相模原市緑区                       | 1996年まで相模原郵便局の担当 2004年まで一部区域は城山郵便局の担当 2010年まで一部区域は相模原橋本支店津久井集配センター（津久井郵便局併設）の担当 2010年まで一部区域は相模原橋本支店相模湖集配センター（相模湖郵便局併設）の担当 2010年まで一部区域は相模原橋本支店吉野集配センター（吉野郵便局併設）の担当 2010年まで「229-11」「220-01」「220-02」「220-04」「229-01」「229-02」「229-12」 2010年再編実施 |
| 252-52     | 相模原郵便局   | 相模原郵便局     | 相模原市中央区                     | 2010年まで一部区域は相模原橋本支店（橋本郵便局併設）の担当 2010年まで「229」 2010年再編実施 |
| 253        | 茅ヶ崎郵便局   | 茅ヶ崎郵便局     | 茅ヶ崎市                           | |
| 253-01     | 寒川郵便局     | 寒川郵便局       | 高座郡寒川町                       | |
| 254        | 平塚郵便局     | 平塚郵便局       | 平塚市                             | |
| 255        | 二宮郵便局     | 二宮郵便局       | 中郡大磯町                         | 2006年まで大磯郵便局の担当 |
| 256        | 小田原東郵便局 | 小田原東郵便局   | 小田原市                           | |
| 257        | 秦野郵便局     | 秦野郵便局       | 秦野市、愛甲郡清川村               | |
| 258        | 松田郵便局     | 松田郵便局       | 足柄上郡松田町、大井町、開成町     | |
| 258-01     | 松田郵便局     | 山北郵便局       | 足柄上郡山北町                     | |
| 258-02     | 松田郵便局     | 山北郵便局       | 足柄上郡山北町                     | 2006年まで三保郵便局の担当 |
| 259-01     | 二宮郵便局     | 二宮郵便局       | 中郡二宮町、大磯町、足柄上郡中井町 | |
| 259-02     | 湯河原郵便局   | 湯河原郵便局     | 足柄下郡真鶴町                     | 1987年まで真鶴郵便局の担当 |
| 259-03     | 湯河原郵便局   | 湯河原郵便局     | 足柄下郡湯河原町                   | |
| 259-11     | 伊勢原郵便局   | 伊勢原郵便局     | 伊勢原市                           | |
| 259-12     | 平塚郵便局     | 平塚郵便局       | 平塚市                             | 2006年まで平塚西郵便局の担当 |
| 259-13     | 秦野郵便局     | 秦野郵便局       | 秦野市                             | 2000年まで西秦野郵便局の担当 |

### 地域番号26-29（千葉県）
| 郵便区番号 | 管轄局         | 集配局           | 担当区域（一部または全域）         | 備考 |
| ---------- | -------------- | ---------------- | ---------------------------------- | --- |
| 260        | 千葉中央郵便局 | 千葉中央郵便局   | 千葉市中央区                       | 1978年10月1日まで千葉郵便局（現：若葉郵便局）の担当 1992年3月31日まで一部区域は千葉中郵便局（現：若葉郵便局）の担当 |
| 261        | 美浜郵便局     | 美浜郵便局       | 千葉市美浜区                       | 1973年2月4日まで千葉郵便局（現：若葉郵便局）の担当 1978年10月1日まで千葉郵便局（現：若葉郵便局）・千葉西郵便局（現：花見川郵便局）の担当 1992年3月31日まで千葉中央郵便局・千葉西郵便局（現：花見川郵便局）の担当 1992年4月5日まで千葉中央郵便局の担当                   |
| 262        | 花見川郵便局   | 花見川郵便局     | 千葉市花見川区                     | 1973年2月4日まで千葉郵便局（現：若葉郵便局）の担当 1992年3月31日まで「281」 1992年4月5日まで千葉西郵便局 |
| 263        | 美浜郵便局     | 美浜郵便局       | 千葉市稲毛区                       | 1973年2月4日まで千葉郵便局（現：若葉郵便局）の担当 1978年10月1日まで千葉郵便局（現：若葉郵便局）・千葉西郵便局（現：花見川郵便局）の担当 1992年3月31日まで千葉中央郵便局・千葉西郵便局（現：花見川郵便局）の担当 1992年4月5日まで千葉西郵便局（現：花見川郵便局）の担当 |
| 264        | 若葉郵便局     | 若葉郵便局       | 千葉市若葉区                       | 1978年10月1日まで千葉郵便局 1992年3月31日まで一部区域は千葉中央郵便局の担当 1992年3月31日まで「280」 1992年4月5日まで千葉中郵便局 |
| 265        | 若葉郵便局     | 若葉郵便局       | 千葉市若葉区                       | 1992年3月31日まで「280-01」 2006年まで野呂郵便局の担当 |
| 266        | 千葉緑郵便局   | 千葉緑郵便局     | 千葉市緑区                         | 1992年3月31日まで「280-02」 1994年まで誉田郵便局 |
| 267        | 千葉緑郵便局   | 千葉緑郵便局     | 千葉市緑区                         | 1992年3月31日まで「299-31」 2006年まで土気郵便局の担当 |
| 270        | 松戸南郵便局   | 松戸南郵便局     | 松戸市                             | 1971年まで小金郵便局・松戸郵便局の担当 2024年2月25日まで松戸北郵便局の担当 また、日本の上三桁の郵便番号の中で「252」に次いで2位の人口を擁し、約74万人が在住している。かつては1位であった。                                                                              |
| 270-01     | 流山郵便局     | 流山郵便局       | 流山市                             | |
| 270-02     | 川間郵便局     | 川間郵便局       | 野田市                             | 1984年まで一部区域は関宿郵便局の担当 |
| 270-11     | 我孫子郵便局   | 我孫子郵便局     | 我孫子市                           | |
| 270-13     | 印西郵便局     | 印西郵便局       | 印西市                             | |
| 270-14     | 白井郵便局     | 白井郵便局       | 白井市、船橋市、柏市               | |
| 270-15     | 印西郵便局     | 印西郵便局       | 印旛郡栄町                         | 2006年まで安食郵便局の担当 |
| 270-16     | 印西郵便局     | 印西郵便局       | 印西市                             | 2006年まで印旛郵便局の担当 |
| 270-22     | 松戸南郵便局   | 松戸南郵便局     | 松戸市                             | 1997年まで松戸北郵便局・松戸郵便局の担当 |
| 270-23     | 印西郵便局     | 印西郵便局       | 印西市                             | （旧本埜村）1998年に「270-13」より分割 |
| 271        | 松戸郵便局     | 松戸郵便局       | 松戸市                             | |
| 272        | 市川郵便局     | 市川郵便局       | 市川市                             | |
| 272-01     | 浦安郵便局     | 浦安郵便局       | 市川市                             | 2012年まで行徳支店（行徳郵便局併設）の担当 |
| 272-95     | 市川南郵便局   |                  | 千葉県北西部                       | 地域区分専門郵便局 |
| 272-96     | 市川南郵便局   |                  | 千葉県北西部                       | 地域区分専門郵便局 |
| 272-97     | 市川南郵便局   |                  | 千葉県北西部                       | 地域区分専門郵便局 |
| 273        | 船橋郵便局     | 船橋郵便局       | 船橋市                             | |
| 273-01     | 鎌ケ谷郵便局   | 鎌ケ谷郵便局     | 鎌ケ谷市                           | |
| 274        | 船橋東郵便局   | 船橋東郵便局     | 船橋市                             | 1969年まで船橋郵便局の担当 |
| 275        | 習志野郵便局   | 習志野郵便局     | 習志野市                           | |
| 276        | 八千代郵便局   | 八千代郵便局     | 八千代市                           | |
| 277        | 柏郵便局       | 柏郵便局         | 柏市                               | |
| 278        | 野田郵便局     | 野田郵便局       | 野田市                             | |
| 279        | 浦安郵便局     | 浦安郵便局       | 浦安市                             | 1988年まで行徳郵便局の担当 |
| 282        | 成田郵便局     | 成田郵便局       | 成田市、香取郡多古町、山武郡芝山町 | 成田国際空港内 |
| 283        | 東金郵便局     | 東金郵便局       | 東金市                             | |
| 283-01     | 東金郵便局     | 九十九里郵便局   | 山武郡九十九里町                   | |
| 284        | 四街道郵便局   | 四街道郵便局     | 四街道市                           | |
| 285        | 佐倉郵便局     | 佐倉郵便局       | 佐倉市、印旛郡酒々井町             | 1982年まで一部区域は馬渡郵便局の担当 |
| 286        | 成田郵便局     | 成田郵便局       | 成田市                             | |
| 286-01     | 成田郵便局     | 成田郵便局       | 成田市                             | 2006年まで三里塚郵便局の担当 |
| 286-02     | 富里郵便局     | 富里郵便局       | 富里市                             | |
| 287        | 佐原郵便局     | 佐原郵便局       | 香取市                             | 1982年まで一部区域は大戸郵便局の担当 |
| 287-01     | 佐原郵便局     | 佐原郵便局       | 香取市                             | 2006年まで栗源郵便局の担当 |
| 287-02     | 成田郵便局     | 大栄郵便局       | 成田市                             | |
| 288        | 銚子郵便局     | 銚子郵便局       | 銚子市                             | 1983年まで一部区域は野尻郵便局の担当 |
| 289-01     | 成田郵便局     | 下総郵便局       | 成田市                             | |
| 289-02     | 成田郵便局     | 下総郵便局       | 香取郡神崎町                       | 1988年まで神崎郵便局の担当 |
| 289-03     | 佐原郵便局     | 小見川郵便局     | 香取市                             | |
| 289-04     | 佐原郵便局     | 府馬郵便局       | 香取市                             | |
| 289-05     | 銚子郵便局     | 干潟郵便局       | 旭市                               | |
| 289-06     | 銚子郵便局     | 東庄郵便局       | 香取郡東庄町                       | |
| 289-11     | 八街郵便局     | 八街郵便局       | 八街市                             | |
| 289-12     | 東金郵便局     | 日向郵便局       | 山武市                             | |
| 289-13     | 東金郵便局     | 成東郵便局       | 山武市                             | 1994年まで一部区域は緑海郵便局の担当 |
| 289-15     | 東金郵便局     | 成東郵便局       | 山武市                             | 2024年3月17日まで松尾郵便局の担当 |
| 289-16     | 八日市場郵便局 | 芝山郵便局       | 山武郡芝山町                       | |
| 289-17     | 八日市場郵便局 | 横芝郵便局       | 山武郡横芝光町                     | |
| 289-18     | 東金郵便局     | 成東郵便局       | 山武市                             | 2024年3月17日まで蓮沼郵便局の担当 |
| 289-21     | 八日市場郵便局 | 八日市場郵便局   | 匝瑳市                             | |
| 289-22     | 八日市場郵便局 | 多古郵便局       | 香取郡多古町                       | |
| 289-23     | 八日市場郵便局 | 久賀郵便局       | 香取郡多古町                       | |
| 289-25     | 旭郵便局       | 旭郵便局         | 旭市                               | |
| 289-26     | 旭郵便局       | 旭郵便局         | 旭市                               | 2024年3月10日まで海上郵便局の担当 |
| 289-27     | 銚子郵便局     | 飯岡郵便局       | 旭市                               | |
| 289-31     | 八日市場郵便局 | 八日市場郵便局   | 匝瑳市                             | （旧野栄町）1992年まで野手郵便局の担当 1992年まで「289-24」 1998年に「289-21」より分割 |
| 290        | 市原郵便局     | 市原郵便局       | 市原市                             | |
| 290-01     | 市原郵便局     | 市原郵便局       | 市原市                             | 2020年まで市津郵便局の担当 |
| 290-02     | 市原南郵便局   | 市原南郵便局     | 市原市                             | 1986年まで一部区域は牛久郵便局の担当 |
| 290-05     | 市原郵便局     | 高滝郵便局       | 市原市                             | 1991年まで一部区域は鶴舞郵便局・加茂郵便局の担当 |
| 292        | 木更津郵便局   | 木更津郵便局     | 木更津市                           | |
| 292-02     | 木更津郵便局   | 富来田郵便局     | 木更津市                           | |
| 292-04     | 木更津郵便局   | 久留里郵便局     | 君津市                             | 1993年まで一部区域は小櫃郵便局の担当 |
| 292-05     | 木更津郵便局   | 松丘郵便局       | 君津市                             | 1984年まで一部区域は亀山郵便局の担当 |
| 292-11     | 木更津郵便局   | 秋元郵便局       | 君津市                             | 1989年まで一部区域は辻森郵便局の担当 |
| 293        | 富津郵便局     | 富津郵便局       | 富津市                             | 1994年まで青堀郵便局・旧・富津郵便局（現・富津岬郵便局）・小久保郵便局・佐貫郵便局の担当 |
| 294        | 館山郵便局     | 館山郵便局       | 館山市、南房総市                   | 1993年まで一部区域は三芳郵便局の担当 |
| 294-02     | 館山郵便局     | 館山郵便局       | 館山市                             | 2025年まで布良郵便局の担当 |
| 294-03     | 館山郵便局     | 館山郵便局       | 館山市                             | 2009年まで館山支店西岬集配センター（西岬郵便局併設）の担当 |
| 295        | 館山郵便局     | 千倉郵便局       | 南房総市                           | |
| 295-01     | 館山郵便局     | 千倉郵便局       | 南房総市                           | 2019年3月3日まで白浜郵便局の担当 |
| 296        | 鴨川郵便局     | 鴨川郵便局       | 鴨川市                             | |
| 296-01     | 鴨川郵便局     | 長狭郵便局       | 鴨川市                             | |
| 296-02     | 鴨川郵便局     | 長狭郵便局       | 鴨川市                             | 1984年まで金束郵便局の担当 |
| 297        | 茂原郵便局     | 茂原郵便局       | 茂原市                             | 1969年まで一部区域は二宮本郷郵便局の担当 |
| 297-01     | 茂原郵便局     | 長南郵便局       | 長生郡長南町                       | |
| 297-02     | 茂原郵便局     | 水上郵便局       | 長生郡長柄町                       | 1969年まで一部区域は二宮本郷郵便局の担当 |
| 298        | 大原郵便局     | 大原郵便局       | いすみ市                           | |
| 298-01     | 大原郵便局     | いすみ郵便局     | いすみ市                           | |
| 298-02     | 大原郵便局     | 大多喜郵便局     | 夷隅郡大多喜町                     | 1990年まで一部区域は西畑郵便局の担当 |
| 299-01     | 姉崎郵便局     | 姉崎郵便局       | 市原市                             | |
| 299-02     | 袖ケ浦郵便局   | 袖ケ浦郵便局     | 袖ケ浦市、木更津市                 | 1986年まで一部区域は平川郵便局の担当 |
| 299-11     | 君津郵便局     | 君津郵便局       | 君津市                             | |
| 299-16     | 富津郵便局     | 湊郵便局         | 富津市                             | |
| 299-17     | 富津郵便局     | 関尻郵便局       | 富津市                             | |
| 299-18     | 富津郵便局     | 湊郵便局         | 富津市                             | 2006年まで金谷郵便局の担当 |
| 299-19     | 館山郵便局     | 保田郵便局       | 安房郡鋸南町                       | |
| 299-21     | 館山郵便局     | 安房勝山駅郵便局 | 安房郡鋸南町                       | |
| 299-22     | 館山郵便局     | 岩井郵便局       | 南房総市                           | 1983年まで一部区域は平群郵便局の担当 |
| 299-24     | 館山郵便局     | 富浦郵便局       | 南房総市                           | |
| 299-25     | 館山郵便局     | 千倉郵便局       | 南房総市                           | 2017年まで丸山郵便局の担当 |
| 299-27     | 館山郵便局     | 和田郵便局       | 南房総市                           | |
| 299-28     | 鴨川郵便局     | 鴨川郵便局       | 鴨川市                             | 2017年まで江見郵便局（現・江見駅郵便局）の担当 |
| 299-32     | 大網郵便局     | 大網郵便局       | 大網白里市                         | 1992年まで一部区域は白里郵便局の担当 |
| 299-41     | 茂原郵便局     | 本納郵便局       | 茂原市                             | |
| 299-42     | 茂原郵便局     | 白子郵便局       | 長生郡白子町                       | |
| 299-43     | 茂原郵便局     | 一宮郵便局       | 長生郡一宮町、長生村               | |
| 299-44     | 茂原郵便局     | 睦沢郵便局       | 長生郡睦沢町                       | |
| 299-45     | 大原郵便局     | 太東郵便局       | いすみ市                           | |
| 299-46     | 大原郵便局     | 岬郵便局         | いすみ市                           | |
| 299-51     | 大原郵便局     | 御宿郵便局       | 夷隅郡御宿町                       | |
| 299-52     | 勝浦郵便局     | 勝浦郵便局       | 勝浦市                             | 1982年まで一部区域は総野郵便局の担当 |
| 299-55     | 鴨川郵便局     | 天津郵便局       | 鴨川市                             | 1990年まで一部区域は小湊郵便局の担当 |

### 地域番号30・31（茨城県）
| 郵便区番号 | 管轄局           | 集配局           | 担当区域（一部または全域）           | 備考 |
| ---------- | ---------------- | ---------------- | ------------------------------------ | --- |
| 300        | 土浦郵便局       | 土浦郵便局       | 土浦市                               | 2003年まで一部区域は土浦南郵便局の担当 |
| 300-01     | 土浦郵便局       | 出島郵便局       | かすみがうら市                       | |
| 300-02     | 土浦郵便局       | 田伏郵便局       | かすみがうら市                       | |
| 300-03     | 阿見郵便局       | 阿見郵便局       | 稲敷郡阿見町                         | |
| 300-04     | 阿見郵便局       | 阿見郵便局       | 稲敷郡美浦村                         | 2006年まで美浦郵便局の担当 |
| 300-05     | 土浦郵便局       | 江戸崎郵便局     | 稲敷市                               | |
| 300-06     | 土浦郵便局       | 阿波郵便局       | 稲敷市                               | |
| 300-07     | 土浦郵便局       | 阿波郵便局       | 稲敷市                               | 2006年まで東郵便局の担当 |
| 300-11     | 阿見郵便局       | 阿見郵便局       | 稲敷郡阿見町                         | 2003年まで土浦南郵便局の担当 （土浦市内地域は「300」へ番号変更・土浦郵便局へ移管） （牛久市内地域は「300-12」へ番号変更・牛久郵便局へ移管） |
| 300-12     | 牛久郵便局       | 牛久郵便局       | 牛久市、つくば市                     | 2003年まで一部区域は江戸崎郵便局・土浦南郵便局の担当                                                                                        |
| 300-13     | 龍ケ崎郵便局     | 龍ケ崎郵便局     | 稲敷郡河内町                         | 2006年まで河内郵便局の担当 |
| 300-14     | 龍ケ崎郵便局     | 龍ケ崎郵便局     | 稲敷郡河内町、稲敷市                 | 2006年まで金江津郵便局の担当 |
| 300-15     | 龍ケ崎郵便局     | 藤代郵便局       | 取手市                               | 1976年まで一部区域は山王郵便局（現：藤代山王郵便局）の担当 1976年まで「309-01」「309-02」                                                   |
| 300-16     | 龍ケ崎郵便局     | 龍ケ崎郵便局     | 北相馬郡利根町                       | 1994年まで「270-12」 2006年まで利根郵便局の担当                                                                                             |
| 300-23     | 土浦郵便局       | 伊奈郵便局       | つくばみらい市                       | 1976年まで一部区域は山王郵便局（現：藤代山王郵便局）の担当                                                                                  |
| 300-24     | 土浦郵便局       | 谷和原郵便局     | つくばみらい市                       | 1989年まで一部区域は小絹郵便局の担当 1997年まで一部区域は真瀬郵便局の担当                                                                   |
| 300-25     | 岩井郵便局       | 三坂郵便局       | 常総市                               | |
| 300-26     | 筑波学園郵便局   | 上郷郵便局       | つくば市                             | 1996年まで一部区域は吉沼郵便局の担当 1997年まで一部区域は真瀬郵便局の担当                                                                   |
| 300-27     | 下妻郵便局       | 石下郵便局       | 常総市                               | 1974年10月27日まで一部区域は飯沼郵便局（現：石下飯沼郵便局）の担当                                                                          |
| 300-32     | 筑波学園郵便局   | 上郷郵便局       | つくば市                             | 2006年まで大穂郵便局の担当 |
| 300-35     | 下館郵便局       | 八千代郵便局     | 結城郡八千代町                       | 1994年まで下結城郵便局 1994年まで一部区域は旧・八千代郵便局（現：八千代菅谷郵便局）の担当                                                   |
| 300-41     | 土浦郵便局       | 土浦郵便局       | 土浦市                               | 2006年まで藤沢郵便局の担当 |
| 300-42     | 筑波学園郵便局   | 筑波郵便局       | つくば市                             | 1996年まで一部区域は吉沼郵便局の担当 |
| 300-43     | 筑波学園郵便局   | 筑波郵便局       | つくば市                             | 2001年まで上大島郵便局の担当 |
| 300-44     | 笠間郵便局       | 真壁郵便局       | 桜川市                               | |
| 300-45     | 下館郵便局       | 明野郵便局       | 筑西市                               | |
| 301        | 龍ケ崎郵便局     | 龍ケ崎郵便局     | 龍ケ崎市、稲敷市                     | |
| 302        | 取手郵便局       | 取手郵便局       | 取手市                               | |
| 302-01     | 守谷郵便局       | 守谷郵便局       | 守谷市                               | |
| 303        | 水海道郵便局     | 水海道郵便局     | 常総市                               | 1989年まで一部区域は小絹郵便局の担当 |
| 304        | 下妻郵便局       | 下妻郵便局       | 下妻市                               | 1992年まで一部区域は千代川郵便局の担当 |
| 305        | 筑波学園郵便局   | 筑波学園郵便局   | つくば市                             | 1979年まで筑波谷田部郵便局・桜郵便局の担当                                                                                                  |
| 306        | 古河郵便局       | 古河郵便局       | 古河市                               | |
| 306-01     | 三和郵便局       | 三和郵便局       | 古河市                               | |
| 306-02     | 総和郵便局       | 総和郵便局       | 古河市                               | |
| 306-03     | 三和郵便局       | 五霞郵便局       | 猿島郡五霞町                         | |
| 306-04     | 三和郵便局       | 茨城境郵便局     | 猿島郡境町                           | 1974年10月27日まで一部区域は森戸郵便局の担当                                                                                                |
| 306-05     | 岩井郵便局       | 岩井郵便局       | 坂東市                               | 1974年10月27日まで飯沼郵便局（現：石下飯沼郵便局）・森戸郵便局の担当 1974年10月27日まで「300-28」「306-05」 2006年まで猿島郵便局の担当      |
| 306-06     | 岩井郵便局       | 岩井郵便局       | 坂東市                               | 1974年10月27日まで一部区域は森戸郵便局の担当                                                                                                |
| 307        | 結城郵便局       | 結城郵便局       | 結城市                               | 1988年まで一部区域は今宿郵便局の担当 |
| 308        | 下館郵便局       | 下館郵便局       | 筑西市                               | |
| 308-01     | 下館郵便局       | 関城郵便局       | 筑西市                               | 1989年まで一部区域は黒子郵便局の担当 |
| 309-11     | 下館郵便局       | 協和郵便局       | 筑西市                               | |
| 309-12     | 笠間郵便局       | 岩瀬郵便局       | 桜川市                               | |
| 309-13     | 笠間郵便局       | 岩瀬郵便局       | 桜川市                               | 2006年まで北那珂郵便局の担当 |
| 309-14     | 笠間郵便局       | 岩瀬郵便局       | 桜川市                               | 2002年まで東那珂郵便局の担当 |
| 309-16     | 笠間郵便局       | 笠間郵便局       | 笠間市                               | 1993年まで一部区域は福原郵便局の担当 |
| 309-17     | 笠間郵便局       | 友部郵便局       | 笠間市                               | |
| 310        | 水戸中央郵便局   | 水戸中央郵便局   | 水戸市                               | |
| 311        | 水戸中央郵便局   | 水戸中央郵便局   |                                      | |
| 311-01     | 那珂郵便局       | 那珂郵便局       | 那珂市                               | 1987年まで一部区域は額田郵便局の担当 |
| 311-03     | 日立郵便局       | 町屋郵便局       | 常陸太田市                           | |
| 311-04     | 日立郵便局       | 町屋郵便局       | 日立市                               | 2024年1月28日まで中里郵便局の担当 |
| 311-05     | 日立郵便局       | 里美郵便局       | 常陸太田市                           | 1986年まで一部区域は大中郵便局の担当 |
| 311-11     | 水戸中央郵便局   | 水戸中央郵便局   | 水戸市                               | 2021年3月28日まで常澄郵便局の担当 |
| 311-12     | ひたちなか郵便局 | ひたちなか郵便局 | ひたちなか市                         | 2002年まで那珂湊郵便局（現・湊本町郵便局）の担当                                                                                            |
| 311-13     | 水戸中央郵便局   | 大洗郵便局       | 東茨城郡大洗町                       | |
| 311-14     | 鉾田郵便局       | 子生郵便局       | 鉾田市                               | |
| 311-15     | 鉾田郵便局       | 鉾田郵便局       | 鉾田市                               | |
| 311-17     | 鉾田郵便局       | 北浦郵便局       | 行方市                               | |
| 311-21     | 鉾田郵便局       | 大洋郵便局       | 鉾田市                               | 1982年まで一部区域は汲上郵便局の担当 |
| 311-22     | 鹿嶋郵便局       | 鹿嶋郵便局       | 鹿嶋市                               | 2009年まで鹿嶋支店大野集配センター（大野郵便局併設）の担当                                                                                  |
| 311-24     | 潮来郵便局       | 潮来郵便局       | 潮来市                               | 1975年まで一部区域は延方郵便局の担当 |
| 311-31     | 茨城郵便局       | 茨城郵便局       | 東茨城郡茨城町                       | |
| 311-34     | 石岡郵便局       | 常陸小川郵便局   | 小美玉市                             | 1981年まで一部区域は高浜郵便局の担当 |
| 311-35     | 鉾田郵便局       | 玉造郵便局       | 行方市                               | 1993年まで一部区域は井上郵便局の担当 |
| 311-38     | 鉾田郵便局       | 麻生郵便局       | 行方市                               | 1983年まで一部区域は行方郵便局（現：行方橋門郵便局）の担当                                                                                  |
| 311-41     | 赤塚郵便局       | 赤塚郵便局       | 水戸市                               | |
| 311-42     | 水戸中央郵便局   | 水戸中央郵便局   | 水戸市                               | 2009年まで水戸支店飯富集配センター（飯富郵便局併設）の担当                                                                                  |
| 311-43     | 水戸中央郵便局   | 石塚郵便局       | 東茨城郡城里町                       | 2006年まで一部区域は野口郵便局の担当 |
| 311-44     | 水戸中央郵便局   | 石塚郵便局       | 東茨城郡城里町、芳賀郡茂木町<栃木県> | 2006年まで塩子郵便局の担当 |
| 311-45     | 那珂郵便局       | 野口郵便局       | 常陸大宮市                           | |
| 311-46     | 那珂郵便局       | 野口郵便局       | 常陸大宮市                           | 2006年まで御前山郵便局の担当 |
| 312        | ひたちなか郵便局 | ひたちなか郵便局 | ひたちなか市                         | 2001年まで勝田郵便局 |
| 313        | 常陸太田郵便局   | 常陸太田郵便局   | 常陸太田市                           | |
| 313-01     | 日立郵便局       | 久米郵便局       | 常陸太田市                           | 1984年まで一部区域は金砂郵便局の担当 |
| 313-02     | 日立郵便局       | 松平郵便局       | 常陸太田市                           | |
| 313-03     | 日立郵便局       | 天下野郵便局     | 常陸太田市                           | |
| 314        | 鹿嶋郵便局       | 鹿嶋郵便局       | 鹿嶋市、神栖市                       | |
| 314-01     | 神栖郵便局       | 神栖郵便局       | 神栖市                               | 1972年まで深芝郵便局の担当 |
| 314-02     | 神栖郵便局       | 神栖郵便局       | 神栖市                               | 1972年まで萩原郵便局の担当 |
| 314-03     | 鹿嶋郵便局       | 矢田部郵便局     | 神栖市                               | |
| 314-04     | 鹿嶋郵便局       | 波崎郵便局       | 神栖市                               | |
| 315        | 石岡郵便局       | 石岡郵便局       | 石岡市、かすみがうら市               | 1981年まで一部区域は高浜郵便局の担当 |
| 315-01     | 石岡郵便局       | 石岡郵便局       | 石岡市                               | 2006年まで八郷郵便局の担当 |
| 316        | 多賀郵便局       | 多賀郵便局       | 日立市                               | |
| 317        | 日立郵便局       | 日立郵便局       | 日立市                               | |
| 318        | 高萩郵便局       | 高萩郵便局       | 高萩市                               | |
| 318-01     | 高萩郵便局       | 高萩郵便局       | 高萩市                               | 2024年10月27日まで若栗郵便局の担当 |
| 319-01     | 石岡郵便局       | 羽鳥郵便局       | 小美玉市                             | 1993年まで一部区域は堅倉郵便局の担当 |
| 319-02     | 石岡郵便局       | 岩間郵便局       | 笠間市                               | |
| 319-03     | 赤塚郵便局       | 赤塚郵便局       | 水戸市                               | 2008年まで水戸支店内原集配センター（内原郵便局併設）の担当                                                                                  |
| 319-11     | ひたちなか郵便局 | ひたちなか郵便局 | 那珂郡東海村                         | 2007年まで東海郵便局の担当 |
| 319-12     | 多賀郵便局       | 久慈浜郵便局     | 日立市                               | |
| 319-13     | 日立郵便局       | 十王郵便局       | 日立市                               | |
| 319-14     | 日立郵便局       | 日立郵便局       | 日立市                               | 2006年まで川尻郵便局の担当 |
| 319-15     | 日立郵便局       | 北茨城郵便局     | 北茨城市                             | 1969年まで一部区域は南中郷郵便局の担当 1987年まで一部区域は華川郵便局（現・北茨城華川郵便局）の担当                                         |
| 319-17     | 日立郵便局       | 大津郵便局       | 北茨城市                             | 1969年まで一部区域は平潟郵便局の担当 |
| 319-21     | 那珂郵便局       | 那珂郵便局       | 那珂市、常陸大宮市                   | 2006年まで瓜連郵便局の担当 |
| 319-22     | 那珂郵便局       | 大宮郵便局       | 常陸大宮市                           | 1992年まで一部区域は玉川郵便局（現・大宮玉川郵便局）の担当                                                                                  |
| 319-24     | 那珂郵便局       | 緒川郵便局       | 常陸大宮市                           | 1984年まで一部区域は八里郵便局の担当 |
| 319-25     | 那珂郵便局       | 美和郵便局       | 常陸大宮市                           | 2015年まで檜沢郵便局の担当 |
| 319-26     | 那珂郵便局       | 美和郵便局       | 常陸大宮市                           | |
| 319-31     | 那珂郵便局       | 山方郵便局       | 常陸大宮市                           | 1992年まで一部区域は玉川郵便局（現・大宮玉川郵便局）の担当 1993年まで一部区域は西金郵便局の担当                                             |
| 319-33     | 那珂郵便局       | 上小川郵便局     | 久慈郡大子町                         | 1993年まで一部区域は西金郵便局の担当 |
| 319-35     | 那珂郵便局       | 大子郵便局       | 久慈郡大子町                         | 1984年まで一部区域は生瀬郵便局・下金沢郵便局の担当                                                                                          |
| 319-37     | 那珂郵便局       | 大子郵便局       | 久慈郡大子町                         | 2024年1月28日まで町付郵便局の担当 |

### 地域番号32（栃木県）
| 郵便区番号 | 管轄局           | 集配局           | 担当区域（一部または全域） | 備考                                                                                                 |
| ---------- | ---------------- | ---------------- | -------------------------- | --- |
| 320        | 宇都宮中央郵便局 | 宇都宮中央郵便局 | 宇都宮市                   | |
| 321        | 宇都宮東郵便局   | 宇都宮東郵便局   | 宇都宮市                   | 1980年まで宇都宮中央郵便局・石井郵便局の担当                                                         |
| 321-01     | 宇都宮中央郵便局 | 宇都宮中央郵便局 | 宇都宮市                   | 1980年まで雀宮郵便局 1980年まで一部区域は宇都宮中央郵便局の担当 2018年まで宇都宮南郵便局の担当       |
| 321-02     | 壬生郵便局       | 壬生郵便局       | 下都賀郡壬生町             | |
| 321-03     | 宇都宮中央郵便局 | 宇都宮中央郵便局 | 宇都宮市                   | 2006年まで大谷郵便局の担当                                                                           |
| 321-04     | 宇都宮東郵便局   | 河内郵便局       | 宇都宮市                   | 2017年まで上河内郵便局の担当                                                                         |
| 321-05     | 宇都宮東郵便局   | 烏山郵便局       | 那須烏山市                 | 2006年まで南那須郵便局の担当                                                                         |
| 321-06     | 宇都宮東郵便局   | 烏山郵便局       | 那須烏山市                 | |
| 321-11     | 日光東郵便局     | 文挾郵便局       | 日光市、鹿沼市             | |
| 321-12     | 日光東郵便局     | 日光東郵便局     | 日光市                     | |
| 321-13     | 日光東郵便局     | 文挾郵便局       | 日光市                     | 2015年まで小来川郵便局の担当                                                                         |
| 321-14     | 日光郵便局       | 日光郵便局       | 日光市                     | |
| 321-15     | 日光東郵便局     | 足尾郵便局       | 日光市                     | 1990年まで「376-05」                                                                                 |
| 321-16     | 日光東郵便局     | 中禅寺郵便局     | 日光市                     | |
| 321-21     | 宇都宮中央郵便局 | 宇都宮中央郵便局 | 宇都宮市                   | 2017年まで徳次郎郵便局の担当                                                                         |
| 321-23     | 日光東郵便局     | 日光東郵便局     | 日光市                     | 2011年まで今市支店大沢集配センター（大沢郵便局併設）の担当                                           |
| 321-24     | 日光東郵便局     | 日光東郵便局     | 日光市                     | 2015年まで大桑郵便局の担当                                                                           |
| 321-25     | 日光東郵便局     | 鬼怒川温泉郵便局 | 日光市、塩谷郡塩谷町       | |
| 321-26     | 日光東郵便局     | 川治郵便局       | 日光市                     | |
| 321-27     | 日光東郵便局     | 川治郵便局       | 日光市                     | 2017年まで栗山郵便局の担当                                                                           |
| 321-28     | 日光東郵便局     | 川治郵便局       | 日光市                     | 2006年まで三依郵便局の担当                                                                           |
| 321-32     | 宇都宮東郵便局   | 道場宿郵便局     | 宇都宮市                   | |
| 321-33     | 宇都宮東郵便局   | 芳賀郵便局       | 芳賀郡芳賀町               | |
| 321-34     | 宇都宮東郵便局   | 市貝郵便局       | 芳賀郡市貝町               | |
| 321-35     | 宇都宮東郵便局   | 茂木郵便局       | 芳賀郡茂木町               | 1982年まで一部区域は須藤郵便局の担当                                                                 |
| 321-36     | 宇都宮東郵便局   | 茂木郵便局       | 芳賀郡茂木町               | 2015年まで逆川郵便局の担当                                                                           |
| 321-37     | 宇都宮東郵便局   | 茂木郵便局       | 芳賀郡茂木町               | 2006年まで中川郵便局の担当                                                                           |
| 321-41     | 真岡郵便局       | 益子郵便局       | 芳賀郡益子町               | 2016年まで七井郵便局の担当                                                                           |
| 321-42     | 真岡郵便局       | 益子郵便局       | 芳賀郡益子町               | |
| 321-43     | 真岡郵便局       | 真岡郵便局       | 真岡市                     | |
| 321-44     | 真岡郵便局       | 真岡郵便局       | 真岡市                     | 2003年まで飯貝郵便局の担当                                                                           |
| 321-45     | 真岡郵便局       | 久下田郵便局     | 真岡市                     | |
| 322        | 鹿沼郵便局       | 鹿沼郵便局       | 鹿沼市                     | |
| 322-01     | 鹿沼郵便局       | 鹿沼郵便局       | 鹿沼市                     | 2016年まで草久郵便局の担当                                                                           |
| 322-02     | 鹿沼郵便局       | 鹿沼郵便局       | 鹿沼市                     | 2016年まで加園郵便局の担当                                                                           |
| 322-03     | 鹿沼郵便局       | 粟野郵便局       | 鹿沼市                     | |
| 322-04     | 鹿沼郵便局       | 粟野郵便局       | 鹿沼市                     | 2006年まで粕尾郵便局の担当                                                                           |
| 322-05     | 鹿沼郵便局       | 楡木郵便局       | 鹿沼市                     | |
| 322-06     | 鹿沼郵便局       | 楡木郵便局       | 栃木市                     | （旧西方町）1984年まで金崎郵便局の担当                                                               |
| 323        | 小山郵便局       | 小山郵便局       | 小山市                     | |
| 323-01     | 下野小金井郵便局 | 下野小金井郵便局 | 下野市、小山市             | 1998年まで「307-02」 2006年まで延島郵便局の担当                                                      |
| 323-11     | 小山郵便局       | 藤岡郵便局       | 栃木市                     | 1998年まで「349-13」                                                                                 |
| 324        | 大田原郵便局     | 大田原郵便局     | 大田原市                   | 1992年まで一部区域は佐久山郵便局（現：大田原佐久山郵便局）・野崎郵便局（現：大田原野崎郵便局）の担当 |
| 324-02     | 大田原郵便局     | 黒羽郵便局       | 大田原市                   | 1992年まで一部区域は須佐木郵便局・両郷郵便局の担当                                                   |
| 324-04     | 大田原郵便局     | 佐良土郵便局     | 大田原市                   | |
| 324-05     | 宇都宮東郵便局   | 小川郵便局       | 那須郡那珂川町             | |
| 324-06     | 宇都宮東郵便局   | 馬頭郵便局       | 那須郡那珂川町             | 1990年まで一部区域は大内郵便局の担当                                                                 |
| 325        | 黒磯郵便局       | 黒磯郵便局       | 那須塩原市、那須郡那須町   | |
| 325-01     | 大田原郵便局     | 高林郵便局       | 那須塩原市                 | 1988年まで一部区域は板室郵便局（現：板室温泉郵便局）の担当                                           |
| 325-03     | 大田原郵便局     | 那須郵便局       | 那須郡那須町               | 1988年まで一部区域は那須温泉郵便局の担当                                                             |
| 326        | 足利郵便局       | 足利郵便局       | 足利市                     | 1992年まで一部区域は北郷郵便局（現：足利北郷郵便局）の担当                                           |
| 326-01     | 足利郵便局       | 足利西郵便局     | 足利市                     | 1996年まで一部区域は三和郵便局（現：足利松田郵便局）の担当 1996年まで「329-41」「326-01」            |
| 326-03     | 足利郵便局       | 福居郵便局       | 足利市                     | |
| 327        | 佐野郵便局       | 佐野郵便局       | 佐野市                     | |
| 327-01     | 佐野郵便局       | 佐野郵便局       | 佐野市                     | 2006年まで赤見郵便局の担当                                                                           |
| 327-02     | 佐野郵便局       | 佐野郵便局       | 佐野市                     | 2006年まで飛駒郵便局の担当                                                                           |
| 327-03     | 佐野郵便局       | 佐野郵便局       | 佐野市                     | 2006年まで田沼郵便局の担当                                                                           |
| 327-05     | 佐野郵便局       | 葛生郵便局       | 佐野市                     | |
| 328        | 栃木郵便局       | 栃木郵便局       | 栃木市                     | 1989年まで一部区域は合戦場郵便局の担当                                                               |
| 328-01     | 栃木郵便局       | 吹上郵便局       | 栃木市                     | 1989年まで一部区域は合戦場郵便局の担当                                                               |
| 328-02     | 栃木郵便局       | 梅沢郵便局       | 栃木市、鹿沼市、佐野市     | |
| 329-01     | 小山郵便局       | 野木郵便局       | 下都賀郡野木町             | |
| 329-02     | 小山郵便局       | 間々田郵便局     | 小山市                     | |
| 329-03     | 小山郵便局       | 藤岡郵便局       | 栃木市                     | 2002年まで部屋郵便局の担当                                                                           |
| 329-04     | 下野小金井郵便局 | 下野小金井郵便局 | 下野市                     | |
| 329-05     | 下野小金井郵便局 | 石橋郵便局       | 下野市、河内郡上三川町     | |
| 329-06     | 下野小金井郵便局 | 下野小金井郵便局 | 河内郡上三川町             | 2017年まで上三川郵便局の担当                                                                         |
| 329-11     | 宇都宮東郵便局   | 河内郵便局       | 宇都宮市                   | |
| 329-12     | 宇都宮東郵便局   | 高根沢郵便局     | 塩谷郡高根沢町             | |
| 329-13     | 宇都宮東郵便局   | 氏家郵便局       | さくら市                   | |
| 329-14     | 宇都宮東郵便局   | 喜連川郵便局     | さくら市                   | |
| 329-15     | 矢板郵便局       | 矢板郵便局       | 矢板市                     | 2005年まで片岡郵便局の担当                                                                           |
| 329-21     | 矢板郵便局       | 矢板郵便局       | 矢板市                     | |
| 329-22     | 矢板郵便局       | 玉生郵便局       | 塩谷郡塩谷町               | |
| 329-23     | 矢板郵便局       | 玉生郵便局       | 塩谷郡塩谷町               | 2002年まで大宮郵便局の担当                                                                           |
| 329-24     | 矢板郵便局       | 玉生郵便局       | 塩谷郡塩谷町               | 2002年まで船生郵便局の担当                                                                           |
| 329-25     | 矢板郵便局       | 矢板郵便局       | 矢板市                     | 2005年まで泉郵便局の担当                                                                             |
| 329-27     | 西那須野郵便局   | 西那須野郵便局   | 那須塩原市                 | |
| 329-28     | 大田原郵便局     | 関谷郵便局       | 那須塩原市                 | |
| 329-29     | 大田原郵便局     | 塩原郵便局       | 那須塩原市                 | |
| 329-31     | 黒磯郵便局       | 黒磯郵便局       | 那須塩原市                 | 2006年まで東那須野郵便局の担当                                                                       |
| 329-32     | 大田原郵便局     | 黒田原郵便局     | 那須郡那須町               | |
| 329-34     | 大田原郵便局     | 伊王野郵便局     | 那須郡那須町               | 1984年まで一部区域は芦野郵便局の担当                                                                 |
| 329-42     | 足利郵便局       | 富田郵便局       | 足利市                     | |
| 329-43     | 小山郵便局       | 岩舟郵便局       | 栃木市                     | |
| 329-44     | 小山郵便局       | 大平郵便局       | 栃木市                     | |

### 地域番号33-36（埼玉県）
| 郵便区番号 | 管轄局               | 集配局               | 担当区域（一部または全域）               | 備考 |
| ---------- | -------------------- | -------------------- | ---------------------------------------- | --- |
| 330        | さいたま新都心郵便局 | さいたま新都心郵便局 | さいたま市中央区、大宮区、浦和区         | 2000年4月23日まで大宮郵便局・大宮西郵便局の担当 2000年4月24日から2003年3月31日まで一部区域は大宮郵便局・大宮西郵便局・浦和中央郵便局（現：さいたま中央郵便局）・与野郵便局の担当 2003年3月31日まで「330」「330-08」「331」「331-08」「336」「338」 2003年4月1日再編実施 |
| 331        | 大宮西郵便局         | 大宮西郵便局         | さいたま市西区、北区                     | 1986年まで「330」 1987年まで大宮郵便局の担当 2003年3月31日まで一部区域は大宮郵便局の担当 2003年3月31日まで「331」「330」 2003年4月1日再編実施 |
| 332        | 川口郵便局           | 川口郵便局           | 川口市                                   | |
| 333        | 川口北郵便局         | 川口北郵便局         | 川口市                                   | 1980年まで川口郵便局の担当 |
| 334        | 鳩ヶ谷郵便局         | 鳩ヶ谷郵便局         | 川口市                                   | |
| 335        | 蕨郵便局             | 蕨郵便局             | 蕨市、戸田市                             | |
| 336        | さいたま中央郵便局   | さいたま中央郵便局   | さいたま市南区、緑区                     | 2003年3月31日まで「336」「337」 2003年4月6日まで一部区域は美園郵便局の担当 2003年4月1日から4月6日まで「336」「336-09」「336-95」「336-96」「336-97」 2003年4月1日・4月7日再編実施                                                                                       |
| 337        | 大宮郵便局           | 大宮郵便局           | さいたま市見沼区                         | 2000年4月24日から2003年3月31日まで一部区域はさいたま新都心郵便局の担当 2003年まで「330」「330-08」 2003年4月1日再編実施 |
| 338        | さいたま新都心郵便局 | さいたま新都心郵便局 | さいたま市中央区、桜区                   | 1968年まで浦和郵便局（現：さいたま中央郵便局）の担当 2003年3月31日まで一部区域は浦和中央郵便局（現：さいたま中央郵便局）の担当 2003年3月31日まで「338」「336」 2003年4月1日再編実施 2012年まで与野郵便局の担当                                                          |
| 339        | 岩槻郵便局           | 岩槻郵便局           | さいたま市岩槻区                         | |
| 339-97     | 新岩槻郵便局         |                      |                                          | 地域区分専門郵便局 |
| 340        | 草加郵便局           | 草加郵便局           | 草加市、八潮市                           | |
| 340-01     | 幸手郵便局           | 幸手郵便局           | 幸手市                                   | |
| 340-02     | 久喜郵便局           | 久喜郵便局           | 久喜市                                   | 2007年まで鷲宮郵便局の担当 |
| 341        | 三郷郵便局           | 三郷郵便局           | 三郷市                                   | |
| 342        | 吉川郵便局           | 吉川郵便局           | 吉川市                                   | |
| 343        | 新越谷郵便局         | 新越谷郵便局         | 越谷市                                   | 2017年まで越谷郵便局の担当 |
| 343-01     | 吉川郵便局           | 吉川郵便局           | 北葛飾郡松伏町                           | 2006年まで松伏郵便局の担当 |
| 344        | 春日部郵便局         | 春日部郵便局         | 春日部市                                 | |
| 344-01     | 春日部郵便局         | 庄和郵便局           | 春日部市                                 | |
| 345        | 杉戸郵便局           | 杉戸郵便局           | 北葛飾郡杉戸町、南埼玉郡宮代町           | |
| 346        | 久喜郵便局           | 久喜郵便局           | 久喜市                                   | |
| 346-01     | 久喜郵便局           | 久喜郵便局           | 久喜市                                   | 2007年まで菖蒲郵便局の担当 |
| 347        | 加須郵便局           | 加須郵便局           | 加須市                                   | 1982年まで一部区域は大越郵便局の担当 |
| 347-01     | 加須郵便局           | 加須郵便局           | 加須市                                   | 2006年まで騎西郵便局の担当 |
| 348        | 羽生郵便局           | 羽生郵便局           | 羽生市                                   | |
| 349-01     | 蓮田郵便局           | 蓮田郵便局           | 蓮田市                                   | |
| 349-02     | 久喜郵便局           | 久喜郵便局           | 白岡市                                   | 2006年まで白岡郵便局の担当 |
| 349-11     | 栗橋郵便局           | 栗橋郵便局           | 久喜市、加須市                           | |
| 349-12     | 加須郵便局           | 加須郵便局           | 加須市、栃木市<栃木県>                   | 2017年まで北川辺郵便局の担当 |
| 350        | 川越郵便局           | 川越郵便局           | 川越市                                   | 1993年まで一部区域は上福岡郵便局の担当 |
| 350-01     | 川越郵便局           | 川島郵便局           | 比企郡川島町                             | |
| 350-02     | 坂戸郵便局           | 坂戸郵便局           | 坂戸市                                   | |
| 350-03     | 坂戸郵便局           | 鳩山郵便局           | 比企郡鳩山町                             | |
| 350-04     | 越生郵便局           | 越生郵便局           | 入間郡越生町、毛呂山町                   | |
| 350-11     | 川越西郵便局         | 川越西郵便局         | 川越市                                   | 1993年まで川越郵便局・上福岡郵便局の担当 |
| 350-12     | 日高郵便局           | 日高郵便局           | 日高市                                   | |
| 350-13     | 狭山郵便局           | 狭山郵便局           | 狭山市                                   | |
| 350-22     | 坂戸郵便局           | 坂戸郵便局           | 鶴ヶ島市                                 | 1998年に「350-02」より分割 |
| 351        | 朝霞郵便局           | 朝霞郵便局           | 朝霞市                                   | 1984年まで和光郵便局の担当 |
| 351-01     | 和光郵便局           | 和光郵便局           | 和光市                                   | 1984年まで「351」 |
| 352        | 新座郵便局           | 新座郵便局           | 新座市                                   | |
| 353        | 志木郵便局           | 志木郵便局           | 志木市                                   | |
| 354        | 三芳郵便局           | 三芳郵便局           | 富士見市、入間郡三芳町                   | |
| 355        | 東松山郵便局         | 東松山郵便局         | 東松山市、比企郡滑川町                   | |
| 355-01     | 東松山郵便局         | 吉見郵便局           | 比企郡吉見町                             | |
| 355-02     | 東松山郵便局         | 嵐山郵便局           | 比企郡嵐山町                             | |
| 355-03     | 小川郵便局           | 小川郵便局           | 比企郡小川町、ときがわ町、秩父郡東秩父村 | 1986年まで一部区域は東秩父郵便局の担当 1992年まで一部区域は玉川郵便局・都幾川郵便局の担当 |
| 356        | 上福岡郵便局         | 上福岡郵便局         | ふじみ野市                               | 1993年まで一部区域は三芳郵便局の担当 |
| 357        | 飯能郵便局           | 飯能郵便局           | 飯能市                                   | |
| 357-01     | 狭山郵便局           | 原市場郵便局         | 飯能市                                   | |
| 357-02     | 狭山郵便局           | 吾野郵便局           | 飯能市                                   | |
| 358        | 狭山郵便局           | 狭山郵便局           | 入間市                                   | 2007年まで入間郵便局の担当 |
| 359        | 所沢郵便局           | 所沢郵便局           | 所沢市                                   | |
| 359-11     | 所沢西郵便局         | 所沢西郵便局         | 所沢市                                   | 1998年まで所沢郵便局の担当 |
| 360        | 熊谷郵便局           | 熊谷郵便局           | 熊谷市                                   | |
| 360-01     | 熊谷郵便局           | 熊谷郵便局           | 熊谷市                                   | 2006年まで吉岡郵便局の担当 |
| 360-02     | 熊谷郵便局           | 熊谷郵便局           | 熊谷市                                   | 2006年まで妻沼郵便局の担当 |
| 361        | 行田郵便局           | 行田郵便局           | 行田市                                   | 1992年まで一部区域は北河原郵便局（現・行田北河原郵便局）・荒木郵便局の担当 |
| 362        | 上尾郵便局           | 上尾郵便局           | 上尾市、北足立郡伊奈町                   | |
| 363        | 桶川郵便局           | 桶川郵便局           | 桶川市                                   | |
| 364        | 北本郵便局           | 北本郵便局           | 北本市                                   | |
| 365        | 鴻巣郵便局           | 鴻巣郵便局           | 鴻巣市                                   | |
| 366        | 深谷郵便局           | 深谷郵便局           | 深谷市                                   | 1984年まで一部区域は中瀬郵便局の担当 |
| 367        | 本庄郵便局           | 本庄郵便局           | 本庄市                                   | |
| 367-01     | 児玉郵便局           | 児玉郵便局           | 児玉郡美里町                             | 2007年まで美里郵便局の担当 |
| 367-02     | 児玉郵便局           | 児玉郵便局           | 本庄市、児玉郡神川町                     | 2003年まで一部区域は太駄郵便局の担当 |
| 367-03     | 児玉郵便局           | 児玉郵便局           | 児玉郡神川町                             | 2007年まで渡瀬郵便局の担当 |
| 368        | 秩父郵便局           | 秩父郵便局           | 秩父市、秩父郡横瀬町                     | |
| 368-01     | 秩父郵便局           | 小鹿野郵便局         | 秩父郡小鹿野町                           | |
| 368-02     | 秩父郵便局           | 小鹿野郵便局         | 秩父郡小鹿野町                           | 2015年まで両神郵便局の担当 |
| 369-01     | 鴻巣郵便局           | 吹上郵便局           | 熊谷市、鴻巣市                           | 2019年2月11日まで管轄局は北本郵便局 |
| 369-02     | 深谷郵便局           | 深谷郵便局           | 深谷市                                   | 2017年まで岡部郵便局の担当 |
| 369-03     | 本庄郵便局           | 上里郵便局           | 児玉郡上里町                             | |
| 369-11     | 熊谷郵便局           | 川本郵便局           | 深谷市                                   | |
| 369-12     | 寄居郵便局           | 寄居郵便局           | 大里郡寄居町、深谷市                     | |
| 369-13     | 秩父郵便局           | 長瀞郵便局           | 秩父郡長瀞町                             | |
| 369-14     | 秩父郵便局           | 皆野郵便局           | 秩父郡皆野町                             | |
| 369-15     | 秩父郵便局           | 吉田郵便局           | 秩父市                                   | |
| 369-16     | 秩父郵便局           | 皆野郵便局           | 秩父郡皆野町                             | 2017年まで国神郵便局の担当 |
| 369-18     | 秩父郵便局           | 秩父郵便局           | 秩父市                                   | 2006年まで影森郵便局の担当 |
| 369-19     | 秩父郵便局           | 荒川郵便局           | 秩父市                                   | |

### 地域番号37（群馬県）
| 郵便区番号 | 管轄局         | 集配局         | 担当区域（一部または全域）     | 備考                                                                        |
| ---------- | -------------- | -------------- | ------------------------------ | --------------------------------------------------------------------------- |
| 370        | 高崎郵便局     | 高崎郵便局     | 高崎市                         |                                                                             |
| 370-01     | 伊勢崎郵便局   | 境郵便局       | 伊勢崎市                       | 1981年まで一部区域は島村郵便局（現・境島村簡易郵便局）の担当                |
| 370-03     | 太田郵便局     | 木崎郵便局     | 太田市                         | 1987年まで一部区域は強戸郵便局の担当                                        |
| 370-04     | 太田郵便局     | 尾島郵便局     | 太田市                         |                                                                             |
| 370-05     | 大泉郵便局     | 大泉郵便局     | 邑楽郡千代田町、大泉町         |                                                                             |
| 370-06     | 大泉郵便局     | 大泉郵便局     | 邑楽郡邑楽町                   | 2006年まで中野郵便局の担当                                                  |
| 370-07     | 館林郵便局     | 館林郵便局     | 邑楽郡明和町、千代田町         | 2006年まで川俣郵便局の担当                                                  |
| 370-11     | 高崎郵便局     | 玉村郵便局     | 佐波郡玉村町                   |                                                                             |
| 370-12     | 高崎郵便局     | 高崎郵便局     | 高崎市                         | 2006年まで倉賀野郵便局の担当                                                |
| 370-13     | 高崎郵便局     | 新町郵便局     | 高崎市                         |                                                                             |
| 370-14     | 藤岡郵便局     | 藤岡郵便局     | 藤岡市                         | 2017年まで鬼石郵便局の担当                                                  |
| 370-15     | 藤岡郵便局     | 万場郵便局     | 多野郡神流町、秩父市<埼玉県>   | 2020年まで一部区域は吉田郵便局の担当                                        |
| 370-16     | 藤岡郵便局     | 中里郵便局     | 多野郡神流町、上野村           | 1984年まで一部区域は楢原郵便局の担当                                        |
| 370-21     | 高崎郵便局     | 高崎郵便局     | 高崎市                         | 2006年まで吉井郵便局の担当                                                  |
| 370-22     | 高崎郵便局     | 小幡郵便局     | 甘楽郡甘楽町                   |                                                                             |
| 370-23     | 富岡郵便局     | 富岡郵便局     | 富岡市                         |                                                                             |
| 370-24     | 高崎郵便局     | 一ノ宮郵便局   | 富岡市                         | 1983年まで一部区域は南蛇井郵便局の担当                                      |
| 370-26     | 高崎郵便局     | 下仁田郵便局   | 甘楽郡下仁田町                 | 1983年まで一部区域は南蛇井郵便局の担当 1989年まで一部区域は本宿郵便局の担当 |
| 370-28     | 高崎郵便局     | 磐戸郵便局     | 甘楽郡南牧村                   | 1987年まで一部区域は砥沢郵便局の担当                                        |
| 370-31     | 群馬郵便局     | 群馬郵便局     | 高崎市                         | 2006年まで箕輪郵便局の担当                                                  |
| 370-33     | 群馬郵便局     | 室田郵便局     | 吾妻郡東吾妻町、高崎市         |                                                                             |
| 370-34     | 群馬郵便局     | 室田郵便局     | 高崎市                         | 2025年1月26日まで倉渕郵便局の担当                                           |
| 370-35     | 群馬郵便局     | 群馬郵便局     | 北群馬郡榛東村、高崎市、前橋市 |                                                                             |
| 370-36     | 群馬郵便局     | 群馬郵便局     | 北群馬郡吉岡町                 | 2002年まで吉岡郵便局の担当                                                  |
| 370-95     | 群馬南郵便局   |                | 群馬県全域                     | 地域区分専門郵便局                                                          |
| 370-96     | 群馬南郵便局   |                | 群馬県全域                     | 地域区分専門郵便局                                                          |
| 370-97     | 群馬南郵便局   |                | 群馬県全域                     | 地域区分専門郵便局                                                          |
| 371        | 前橋中央郵便局 | 前橋中央郵便局 | 前橋市                         |                                                                             |
| 371-01     | 前橋中央郵便局 | 富士見郵便局   | 前橋市                         |                                                                             |
| 371-02     | 前橋中央郵便局 | 大胡郵便局     | 前橋市                         |                                                                             |
| 372        | 伊勢崎郵便局   | 伊勢崎郵便局   | 伊勢崎市                       |                                                                             |
| 373        | 太田郵便局     | 太田郵便局     | 太田市                         | 1987年まで一部区域は強戸郵便局の担当                                        |
| 374        | 館林郵便局     | 館林郵便局     | 館林市                         |                                                                             |
| 374-01     | 館林郵便局     | 館林郵便局     | 邑楽郡板倉町                   | 2017年まで板倉郵便局の担当                                                  |
| 375        | 藤岡郵便局     | 藤岡郵便局     | 藤岡市                         | 1990年まで一部区域は金井郵便局の担当                                        |
| 376        | 桐生郵便局     | 桐生郵便局     | 桐生市                         |                                                                             |
| 376-01     | 大間々郵便局   | 大間々郵便局   | みどり市、桐生市               | 1984年まで一部区域は水沼郵便局の担当                                        |
| 376-03     | 大間々郵便局   | 大間々郵便局   | みどり市                       | 2006年まで花輪郵便局の担当                                                  |
| 376-06     | 桐生郵便局     | 桐生郵便局     | 桐生市                         | 2006年まで梅田郵便局の担当                                                  |
| 377        | 渋川郵便局     | 渋川郵便局     | 渋川市                         |                                                                             |
| 377-01     | 渋川郵便局     | 伊香保郵便局   | 渋川市                         |                                                                             |
| 377-02     | 渋川郵便局     | 子持郵便局     | 渋川市                         |                                                                             |
| 377-03     | 中之条郵便局   | 箱島郵便局     | 吾妻郡東吾妻町、渋川市         |                                                                             |
| 377-04     | 中之条郵便局   | 中之条郵便局   | 吾妻郡中之条町                 |                                                                             |
| 377-05     | 中之条郵便局   | 沢渡郵便局     | 吾妻郡中之条町                 |                                                                             |
| 377-06     | 中之条郵便局   | 中之条郵便局   | 吾妻郡中之条町                 | 2016年まで四万郵便局の担当                                                  |
| 377-07     | 中之条郵便局   | 高山郵便局     | 吾妻郡高山村                   |                                                                             |
| 377-08     | 中之条郵便局   | 原町郵便局     | 吾妻郡東吾妻町                 | 1988年まで一部区域は岩下郵便局の担当                                        |
| 377-09     | 中之条郵便局   | 大戸郵便局     | 吾妻郡東吾妻町                 |                                                                             |
| 377-13     | 中之条郵便局   | 長野原郵便局   | 吾妻郡長野原町、中之条町       | 1982年まで一部区域は川原湯郵便局（現・川原湯簡易郵便局）の担当              |
| 377-14     | 中之条郵便局   | 応桑郵便局     | 吾妻郡嬬恋村、長野原町         |                                                                             |
| 377-15     | 中之条郵便局   | 三原郵便局     | 吾妻郡嬬恋村                   |                                                                             |
| 377-16     | 中之条郵便局   | 大笹郵便局     | 吾妻郡嬬恋村                   |                                                                             |
| 377-17     | 中之条郵便局   | 草津郵便局     | 吾妻郡草津町、中之条町         |                                                                             |
| 378        | 沼田郵便局     | 沼田郵便局     | 沼田市                         |                                                                             |
| 378-01     | 沼田郵便局     | 川場郵便局     | 利根郡川場村、沼田市           | 1984年まで一部区域は高平郵便局の担当                                        |
| 378-03     | 沼田郵便局     | 追貝郵便局     | 沼田市                         | 1984年まで一部区域は高平郵便局の担当                                        |
| 378-04     | 沼田郵便局     | 片品郵便局     | 利根郡片品村                   |                                                                             |
| 379-01     | 安中郵便局     | 安中郵便局     | 安中市                         |                                                                             |
| 379-02     | 高崎郵便局     | 松井田郵便局   | 富岡市、安中市                 |                                                                             |
| 379-03     | 高崎郵便局     | 松井田郵便局   | 安中市                         | 2019年3月10日まで横川郵便局の担当                                           |
| 379-11     | 渋川郵便局     | 赤城郵便局     | 渋川市                         |                                                                             |
| 379-12     | 沼田郵便局     | 久呂保郵便局   | 利根郡昭和村                   |                                                                             |
| 379-13     | 沼田郵便局     | 月夜野郵便局   | 利根郡みなかみ町               |                                                                             |
| 379-14     | 沼田郵便局     | 布施郵便局     | 利根郡みなかみ町               | 1984年まで一部区域は猿ケ京郵便局の担当                                      |
| 379-16     | 沼田郵便局     | 水上郵便局     | 利根郡みなかみ町               |                                                                             |
| 379-17     | 沼田郵便局     | 湯檜曽郵便局   | 利根郡みなかみ町               |                                                                             |
| 379-21     | 前橋東郵便局   | 前橋東郵便局   | 前橋市                         | 1974年まで一部区域は城南郵便局の担当                                        |
| 379-22     | 伊勢崎郵便局   | 国定郵便局     | 伊勢崎市                       |                                                                             |
| 379-23     | 桐生郵便局     | 藪塚本町郵便局 | 太田市、みどり市               |                                                                             |